# Альбина Сексова
Еле́на Никола́евна Каза́рина (род. 9 июля 1957, Подольск, Московская область), более известная как Альби́на Се́ксова, — российская певица, автор песен и художница. Начала музыкальную карьеру в 2010 году как андеграундная исполнительница, но постепенно приобрела популярность в социальных сетях благодаря песням на социальную и сексуальную тематику.

## Биография и творчество
Настоящее имя — Елена Николаевна Казарина. Родилась 9 июля 1957 года в Подольске (по другим данным — во Фрунзе, Киргизская ССР или в Ленинграде (РСФСР). С детства мечтала стать художницей или артисткой, но родители видели в ней балерину. Втайне от них Елена поступила в художественную школу.
В 1982 году окончила Санкт-Петербургскую художественно-промышленную академию имени А. Л. Штиглица по специальности «проектирование мебели». Затем её определили в институт закрытого типа, связанный с военной промышленностью, где она работала архитектором. Интересовалась дизайном и архитектурой, а также увлекалась графикой, в особенности шаржами и живописью. Является членом Товарищества свободных художников Санкт-Петербурга и Союза художников России. Рисовала шаржи и портреты на Невском проспекте. В разное время подрабатывала поваром, уборщицей и кондуктором троллейбуса. В 1998 году была художницей по шрифтам на картине «Про уродов и людей» Алексея Балабанова. Несколько лет вела студию для взрослых в художественной школе «Артерия». В 2008 году участвовала в деятельности творческой группировки «Протез» художника Григория Ющенко и поэтессы Натальи Романовой, в частности, снялась в трёх короткометражных фильмах: «Самосуд идёт», «Архитектура Воды» и «Георгиевская ленточка». Когда у Казариной родился сын, у неё не было возможности рисовать на улице, и она сняла мастерскую на улице Марата. Проживает в Санкт-Петербурге.
«Я просто работала с музыкантами, которые хоть чуть-чуть что-то могут мастерить и писать, и всё, что у них ни получалось, мне казалось здорово. Вот песня „Слон“ мне до сих пор очень нравится, или „Хипстеры“. Это первые треки, и до сих пор их слушают. Вышел маленький альбом, всего 50 экземпляров»
Первые идеи образа Альбины Сексовой возникли у Ющенко и Романовой в начале 2010 года. Они ощущали, по их словам, «нехватку подобного» на российской сцене и искали подходящую для проекта женщину с широкими взглядами и умением «различать формы бытового и художественного поведения»; Казарина казалась им идеальной кандидатурой. Целевой аудиторией были слушатели, «свободные от предрассудков». По словам певицы, Альбина Сексова — это её «сценическая роль»: «Я думаю, что для здоровья лучше отделять образ от реальности. Иначе можно заиграться». Вне образа она, по словам Александра Ионова, «не городская сумасшедшая, а интеллигентный человек: спокойный, рассудительный и добрый». Одной из первых написанных песен была «Слон», а дебютное выступление Альбины Сексовой состоялось в ныне закрытом питерском клубе «Пьяная груша». Запись концерта выложили в сеть, она собрала тысячи просмотров, после чего Елене начали поступать предложения выступить на корпоративах и частных вечеринках. Первоначально выступления проходили в тесных андеграундных кругах, на поэтических вечеринках, клубах, а песни, по оценкам самой Казариной, звучали «довольно доморощенно и кустарно». Первый мини-альбом вышел в 2011 году и содержал такие песни, как «Хуй таджика», «ЖКХ» и «Хипстеры». В том же году в интервью «Московскому комсомольцу» певица выразила желание представить Россию на «Евровидении» и рассказала, что подавала заявку на участие, но ей отказали. По сообщениям Казариной, с сочинением ей помогает «анонимная группа андеграундных авторов», поэтому песни передают коллективный опыт, а образы в них — собирательные; за музыку отвечает звукоинженер Иван Грибоедов.
Александр Ионов посещал выступления Альбины Сексовой с самого начала её карьеры. Позже он занялся организацией концертов и в 2013 году пригласил певицу выступить на фестивале «Ионосфера». Затем Елена взяла перерыв в музыкальной деятельности, но вскоре ей стало понятно, что зрители хотят всё больше концертов и записей, и Ионов начал организовывать ей сольные концерты. В 2017 году он основал лейбл Ionoff Music и предложил издать музыку Альбины Сексовой на стриминговых сервисах. Певица подчёркивала, что проект стал приносить прибыль лишь с приходом на лейбл Ионова. В 2016 году вышел сборник «Золотые хиты», а спустя два года Ionoff Music издали дебютный альбом Альбины Сексовой — «Ярмарка разврата». Наибольшую популярность певице принесла вторая пластинка, «Королева Тик Тока», вышедшая в октябре 2020 года и записанная во время пандемии COVID-19. По словам Казариной, они с командой надеялись, что популярность наберёт песня «Тик-ток», но наибольший успех получила «Свобода и успех», а строчка «Где нет свободы, там нет любви» из неё стала одной из знаковых в творчестве певицы. Согласно анализу Google Trends, за последние несколько лет наибольший скачок запросов по теме «Альбина Сексова» пришёлся на первую неделю ноября 2020 года (100 баллов — наивысший уровень популярности запроса), когда вышел альбом. Александр Ионов связал рост популярности певицы с развитием социальных сетей в России, в частности, с появлением Instagram и TikTok. Казарина признавала, что, хотя проект зародился в андеграундных кругах, он постепенно стал частью мейнстрима. В марте 2022 года вышел третий альбом — «Подари богине сквирт». В июне 2023 года был издан четвёртый диск певицы — «От танцпола до престола».
В 2024 году озвучила девушку Киру в российской игре «Альтушка для скуфа».

## Музыкальный стиль и влияние
Своё раннее музыкальное творчество Елена оценивает как «маргинально-андеграундное», а более позднее — как «привлекательную музыку с элементами хип-хопа и электропопа». Творчество Альбины Сексовой относят к «порношансону», но к изобретению этого термина сама певица не имеет отношения — по её словам, его придумал «кто-то из журналистов». Однако в интервью телеканалу «Перец» в 2012 году исполнительница объяснила значение термина: «Шансон — это простая, понятная песня, а приставка „порно“ лишь для того, чтобы обозначить, что я пою песни откровенно». В СМИ Альбину Сексову окрестили «звездой параллельной эстрады», хотя само выражение певица позаимствовала для песни «Свобода и успех» у Дениса Третьякова из группы «Церковь детства». Критик Артемий Троицкий назвал Альбину Сексову «звездой российского андеграунда» и связал её популярность с откровенностью, с которой она высказывается на табуированные темы.
Исполнительница затрагивает в песнях различные социально-значимые проблемы, в том числе домашнее насилие, половое просвещение, алкоголизм, наркоманию, иммиграцию, ЖКХ и другие. Казарина признавала: «Я постоянно общаюсь с молодежью, с прогрессивными ребятами, они помогают быть в курсе всех трендов». Она также подчёркивала, что её тексты не носят пропагандистский характер, а скорее являются «жёсткой сатирой». Артемий Троицкий относил творчество певицы к социальному радикализму, среди видов которого выделяют расизм, феминизм, ЛГБТ-движение и другие. Но несмотря на названия «Хуй таджика» или «Ебусь с хачами», по мнению Артемия, эти песни не имеют ксенофобский подтекст. Казарина описывала лирическую героиню своих песен как сильную и независимую женщину, которая прямо может заявить обо всём — и о сексе с приезжими иностранцами, и о конфликте с партнёром, который «достаёт выкрутасами»; певица также подчёркивает, что она лишена ложного пафоса, живёт «на всю катушку», не стесняется себя и своих мнений, не боится быть смешной, а также может критически отнестись к реальности. Прочих персонажей Елена берёт из личного опыта, наблюдений и статей в СМИ.
В редакции журнала «Собака.ru» певицу называют «острой на язык» и подчёркивают её уникальные взгляды на новое и смешное в окружающей жизни. Также они акцентируют внимание на том, что её тексты пополнили «золотой фонд мата на эстраде», как прежде смогли это сделать «Сектор Газа», Сергей Шнуров и Стас Барецкий. Елена черпает вдохновение из литературы. Так, на неё повлияли произведения Венедикта Ерофеева, в частности, «Москва — Петушки». Одной из любимых книг считает «Жюльетту» Маркиза де Сада. Предпочитает публицистику и историческую прозу, а также следит за творчеством современных авторов, в числе которых — Владимир Козлов. Среди любимых поэтов: Глеб Горбовский, Геннадий Григорьев, Александр Миронов, Виктор Соснора, Евгений Мякишев, Мирослав Немиров, Всеволод Емелин и другие.
В ноябре 2024 года суд в Москве оштрафовал певицу за песню «Ебусь с хачами». Певицу признали виновной по протоколу о возбуждении ненависти и вражды и оштрафовали на 10 тысяч рублей. В решении суда сказано, что поводом для протокола послужило видео с исполнением песни в клубе «Ионотека» в Петербурге, опубликованное на YouTube-канале Сексовой в 2017 году. Видео нашел помощник прокурора Тушинского района Москвы. В июне по делу провели лингвистическую экспертизу, которая выявила, что в композиции «негативно оценивается группа лиц русские» и говорится о преимуществе жителей Кавказа по отношению к ним.

## Личная жизнь
Была трижды замужем. Есть сын и внучка.
Первый муж — художник из Кемерова, на 11 лет младше певицы; познакомились в середине 80-х, когда сыну Елены было полтора года. Спустя время Казарина потеряла интерес к мужу и подала на развод, после чего связь с ним потерялась. Позже Елена увидела телепередачу о банде в Кемерове: «Подростки убивали людей, всем им дали по двадцать лет. Причем убивали точь-в-точь как в одном фантастическом произведении [муж Казариной интересовался фантастикой, особенно произведениями братьев Стругацких]. <…> [И я] понимаю, что, может быть, он сам и не убивал, но отношение к делу имел. И кто его знает, что там произошло, но дёру из города он дал».
Со вторым мужем, которого она называла «полной противоположностью первому», познакомилась на Невском проспекте, где рисовала картины. Во времена перестройки он занимался куплей-продажей. Разошлись из-за измены мужа. После развода «чуть ли не чёрным ритейлером стал, быстро завёл новые контакты с бандитами», вспоминает Казарина. Затем они сошлись, их отношения продолжались два года, пока Казарина не узнала, что он застрелил последнего бандита, и теперь его деньги, спрятанные в Греции, стали его.
Третий муж был её соседом по дому, их свели проблемы с сантехникой, из-за которых они вместе обращались в ЖКХ — трубы в её квартире протекали и вода попадала в квартиру ниже, в которой жил он. Работал автослесарем и мечтал научиться рисовать, поэтому начал посещать студию Казариной и, по словам певицы, мог стать хорошим художником, если бы не внезапная смерть: «У нас были прекрасные отношения, это любимый мой человек. Интеллигентный, спокойный. Что мне нравилось — не мешал мне творческой жизнью жить. Когда мы познакомились, я уже выступала на сцене, и он очень уважительно относился к моему творчеству, ко всем друзьям, поклонникам», — подчёркивала певица в интервью журналу «Нож». Послужил вдохновением для песни «Автослесарь».

## Дискография

### Альбомы

#### Студийные альбомы
- 2011 — «Хуй таджика»
- 2018 — «Ярмарка разврата»
- 2020 — «Королева Тик Тока»
- 2022 — «Подари богине сквирт»
- 2023 — «От танцпола до престола»

#### Мини-альбомы
- 2021 — «Киска»

#### Сборники
- 2016 — «Золотые хиты»
- 2022 — «Ярмарка разврата 2022» (Remastered-версия)

### Синглы
- 2018 — «Саша пидораст»
- 2019 — «Пенсия»
- 2019 — «Витька»
- 2019 — «Радужный флаг»
- 2019 — «Карлик»
- 2019 — «Delicatesse» (совместно с DJ Пiтух)
- 2020 — «Стёпа продавец секс-шопа»
- 2020 — «Мальчик-закладчик»
- 2020 — «Микрозайм» (при участии Пахома)
- 2020 — «Масочный режим»
- 2022 — «Пожуй говна» (при участии Славы КПСС и Валентина Дядьки)
- 2023 — «Коллекционер»
- 2024 — «Страпон и Коса»
- 2025 — «Мама Альбина»

#### Макси-синглы
- 2021 — «Albina Sexova»

### Другие композиции

#### Гостевое участие
- 2022 — «Танцевать под луною» (песня Альфа Крокса)

#### Ремиксы
- 2021 — «Albina Sexova (WPCWE Remix)»

## Концертные туры
- 2023 — «Моя Россия»
- 2024 — «Селебрация тур» (отменён)

## Фильмография
| Год  |     | Название              | Роль             |
| ---- | --- | --------------------- | ---------------- |
| 2008 | кор | Самосуд идёт          | Баба Нюра        |
| 2008 | кор | Архитектура Воды      | камео            |
| 2008 | кор | Георгиевская ленточка | камео            |
| 2020 | ф   | Три товарища          | нищенка у церкви |